# Rue de l'Escaut
Rue de l'Escaut är en gata i Quartier de la Villette i Paris nittonde arrondissement. Gatan är uppkallad efter floden Escaut. Rue de l'Escaut börjar vid Rue de Crimée 229 och slutar vid Rue Curial 60.

## Omgivningar
- Saint-Jacques-Saint-Christophe
- Passage de Crimée
- Passage Desgrais
- Cité Pottier

## Bilder
| - Gatuskylt. - Saint-Jacques-Saint-Christophe. - Passage de Crimée. - Cité Pottier. |

## Kommunikationer
- Tunnelbana – linje  – Crimée
- Busshållplats Crimée – Curial – Paris bussnät

### Webbkällor
- ”Rue de l'Escaut”. Mairie de Paris. https://web.archive.org/web/20160303195254/http://www.v2asp.paris.fr/commun/v2asp/v2/nomenclature_voies/Voieactu/3391.nom.htm. Läst 21 september 2023.
- ”Rue de l'Escaut (19ème arrondissement)”. Les rues de Paris. https://web.archive.org/web/20190929073852/http://www.parisrues.com/rues19/paris-19-rue-de-l-escaut.html. Läst 21 september 2023.